# OrCAD
OrCAD ist ein von der in San José (Kalifornien) angesiedelten Firma Cadence Design Systems vertriebenes Programmpaket, das im Bereich EDA zum Entwickeln von elektronischen Schaltungen eingesetzt wird.
Es umfasst im Wesentlichen ein Programm für die Schaltplaneingabe (OrCAD Capture), ein Programm zum manuellen und automatischen Entflechten von Leiterplatten (OrCAD PCB Designer) und einen Schaltungsimulator PSpice für das Simulieren der Schaltungen. Die ältere Version OrCAD Layout wurde 2007 durch den zu Allegro kompatiblen OrCAD PCB Editor ersetzt. Dabei kam der Autorouter Specctra dazu. Seit 2010 wurden viele Funktionen aus Allegro, wie z. B. ein SI-Simulator, in die OrCAD-Produkte eingebunden und der Preis erheblich gesenkt.
Auf dem OrCAD Marketplace gibt es viele Apps, die zum Teil kostenlos angeboten werden. Damit lassen sich z. B. Barcodes und spezielle Berichte generieren.
Seit dem Release 16.6 veröffentlicht Cadence über seine Distributoren jedes Quartal eine neue Version mit neuen Funktionen. Die sogenannten QIRs (quarterly incremental releases) können einfach nachgeladen werden. Es sind neue Funktionen für Capture, PCB Editor und PSpice enthalten. Mit der Skriptsprache TCL sind neue Funktionen in OrCAD Capture, z. B. Intelligente PDF-Ausgabe von Stromlaufplänen verfügbar.
Mit der Version 17.2 wurde 2017 OrCAD auf 64-Bit umgestellt und unterstützt auch einen 3D Canvas zur Integration von mechanischen Bauteilen. Im Sommer 2019 bekam OrCAD Capture den Constraint Manager von der Profi-Version Cadence Allegro PCB dazu.
Der Name ist eine zusammengesetzte Abkürzung aus den ersten beiden Buchstaben des Ursprungs-Bundesstaates der Entwicklerfirma Oregon und der Abkürzung für Computer-aided design.